# CAMS 50
Le CAMS 50 est un hydravion militaire de l'entre-deux-guerres réalisé en 1927 en France par les Chantiers aéro-maritimes de la Seine (CAMS).